# Храм Покрова Пресвятой Богородицы в Рубцове
Храм Покрова́ Пресвятой Богородицы в Рубцове — единоверческий православный храм в Басманном районе Москвы. Относится к Богоявленскому благочинию Московской епархии Русской православной церкви. При храме действует Патриарший центр древнерусской богослужебной традиции.
Главный престол освящён в честь праздника Покрова Пресвятой Богородицы, приделы — во имя Царевича Димитрия и во имя преподобного Сергия Радонежского.

## История

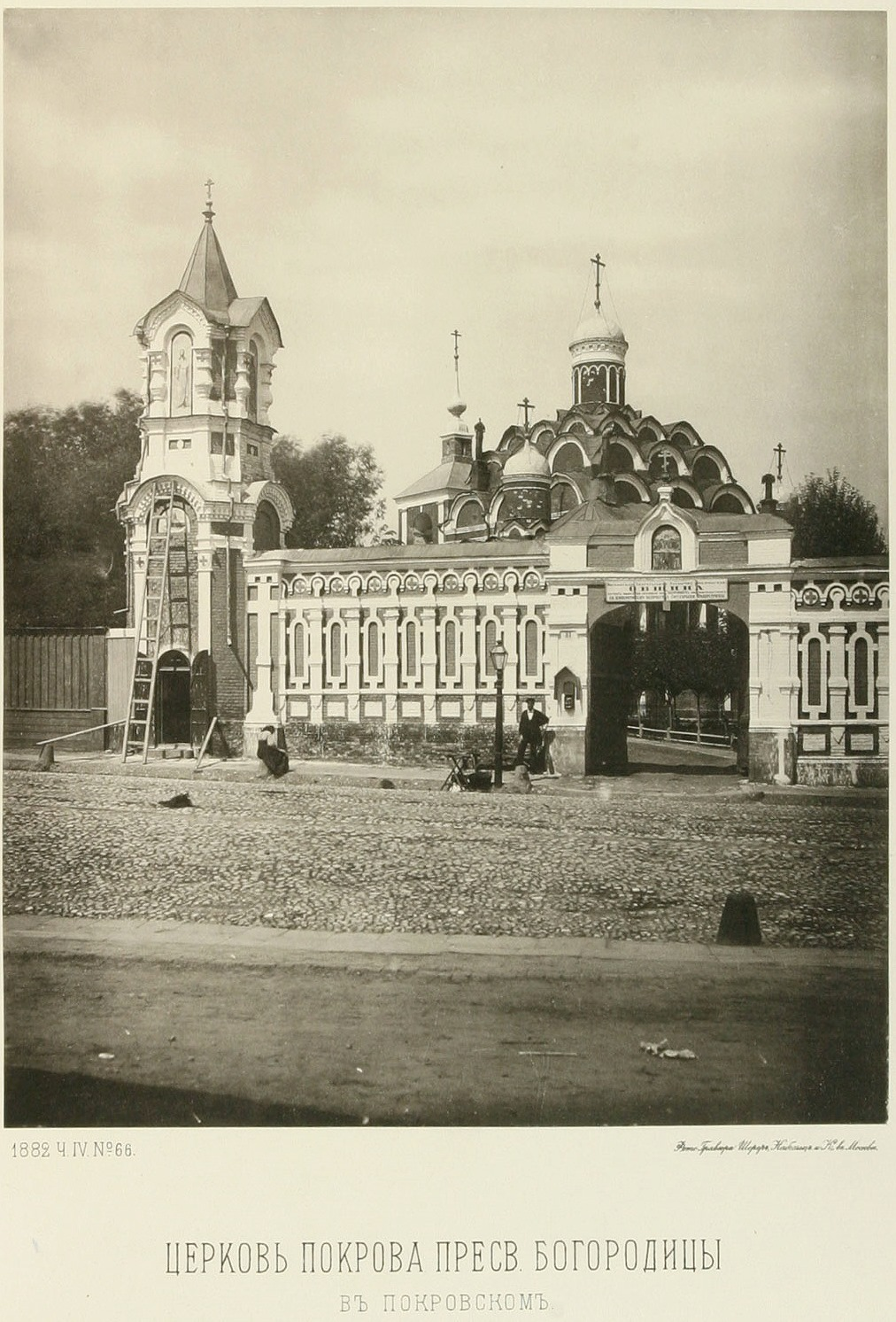
Ограда и ворота храма. Фотография из альбома Николая Найдёнова, 1882 год

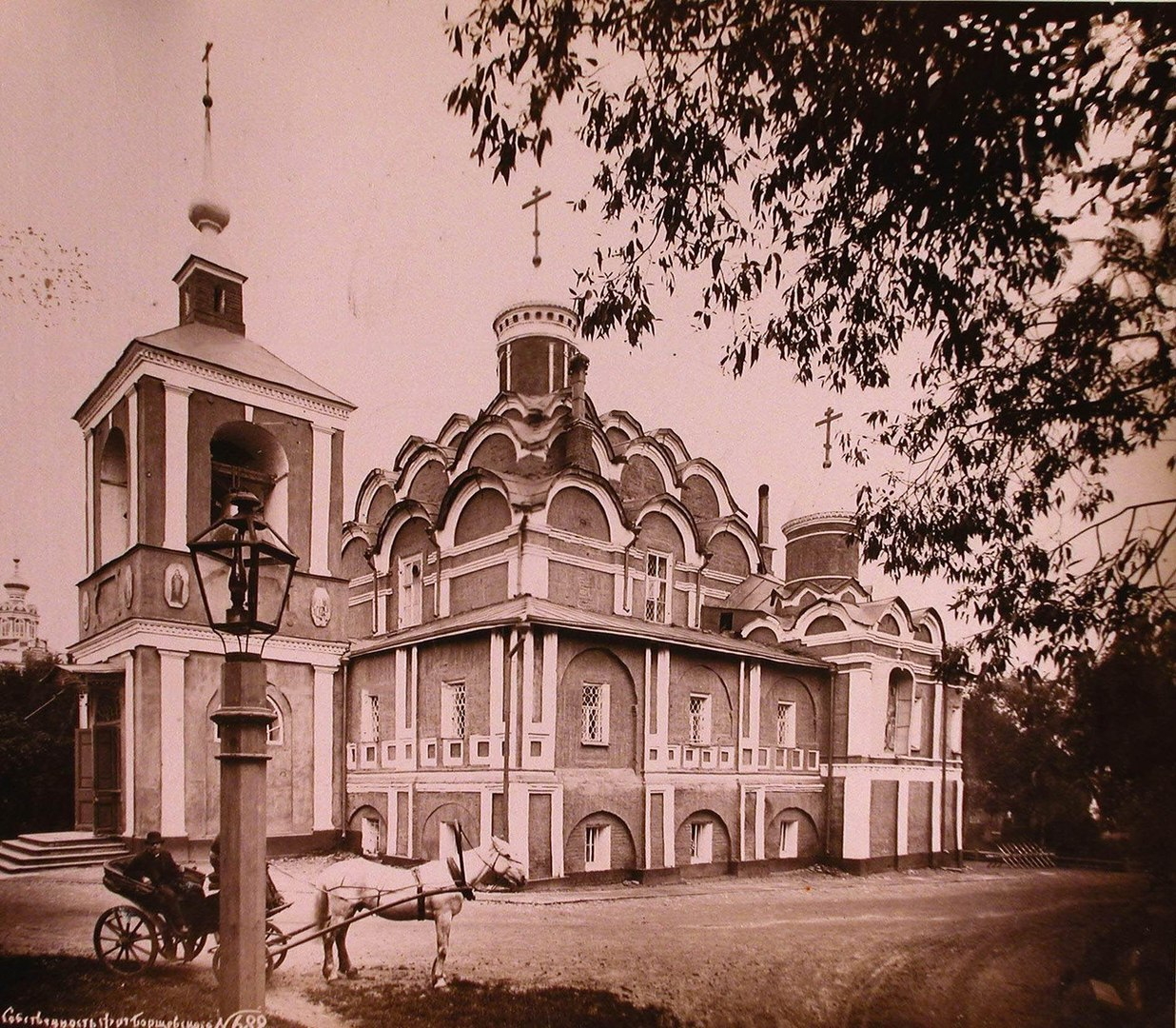
Церковь Покрова Пресвятой Богородицы в середине 1880-х годов

Село Рубцово-Покровское известно с XVII века, когда близ него на реке Яузе царь Михаил Феодорович устроил свой загородный дворец и при нём большой сад. В этом саду впервые в России были разведены махровые розы. Во дворце Михаил Феодорович жил первые годы, пока обстраивался Кремль после разрушения его польско-литовскими интервентами. В память отражения гетмана Петра Сагайдачного, едва не взявшего приступом Москву на Покров Пресвятой Богородицы 1618 года, царь Михаил построил здесь обетную деревянную церковь.
В 1627 году государь построил на месте деревянной каменную церковь Покрова, сохранившуюся доныне. По углам с восточной стороны главного куба были пристроены два одноглавых придела царевича Димитрия и преподобного Сергия Радонежского. С западной стороны была возведена звонница. По церкви дворец и село стали называть с того времени Покровскими. Считается, что каменный храм — один из дворцовых соборов — является памятником русской воинской славы, свидетельством окончания Смуты и начала возрождения Отечества.
В 1820-х годах Покровский собор стал приходской церковью.
В середине XIX века при храме была образована епархиальная община сестёр милосердия. При общине был детский приют, аптека, амбулатория, дом призрения для престарелых, фельдшерские курсы и школа шелководства. Храм имеет подклеть, была открыта ходовая паперть на арках.
В 1787 году построена нынешняя колокольня вместо прежней звонницы, открытые паперти обращены в закрытые трапезные для приделов, заложены нижние арки под папертью. Ограда храма с часовней была построена в 1879 году по проекту архитектора Петра Скоморошенко (не сохранились).
После революционных событий в 1918 году улица Покровская, названная по данному храму, была переименована в Бакунинскую.
В 1934 году храм был закрыт, осквернён и разграблен, кладбище при храме разорено, высокая каменная ограда с воротами разрушена. Здание храма передали Метрострою под электромонтажные мастерские, в более позднее время — под скульптурные мастерские. Здание храма не перестраивалось и сохранилось в неизменном виде. В 1961 году здание было передано хоровой капелле (ныне Государственная академическая хоровая капелла России имени А. А. Юрлова). В течение двух лет церковь была отреставрирована.
В 1992 году было принято решение о возвращении здания Русской православной церкви, с 1998 года в одном из помещений нижнего яруса организована церковь. Полностью здание перешло в ведение церкви в 2003 году, когда капелла получила новое современное здание.
На разорённом кладбище восстановлено захоронение протоиерея Иоанна Берёзкина (1837—1919), настоятеля храма Богоявления в Елохове.

## Современное состояние
С 2008 года в Покровском храме богослужения проводятся по древнему (старообрядному) чину. С 3 июля 2009 года при храме действует Патриарший центр древнерусской богослужебной традиции.
Проблемой является возможность ремонта ограды вокруг храма: «из-за наличия у нее статуса памятника архитектуры крайне затруднены любые восстановительные работы. Не удаётся даже согласовать проект реконструкции ограды: историческую ограду восстанавливать нельзя, так как от неё ничего не осталось, а существующую ограду нельзя сохранять, так как она аварийная и не историческая. Продолжается поиск решения».

## Фотографии

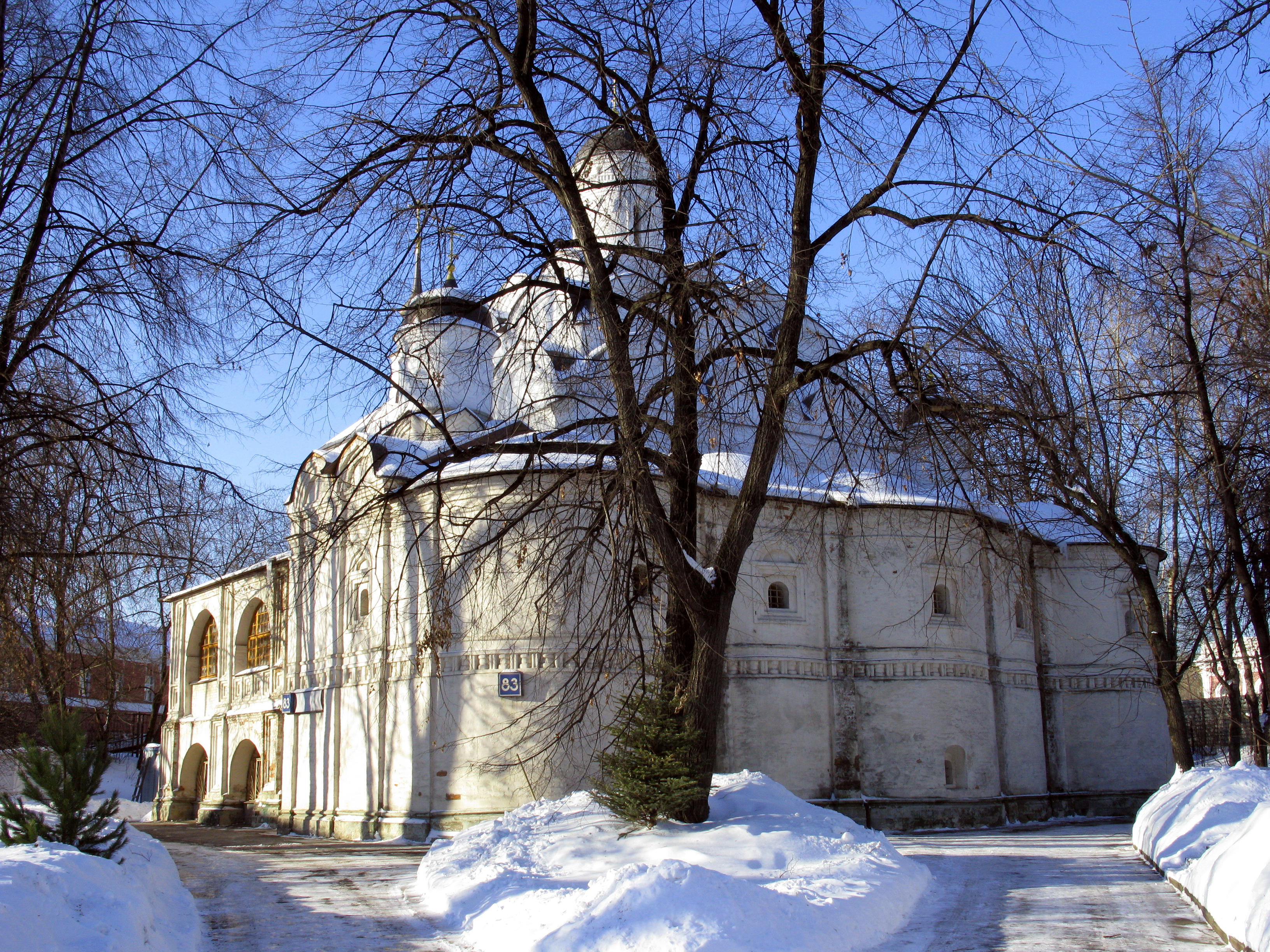
Покровский храм
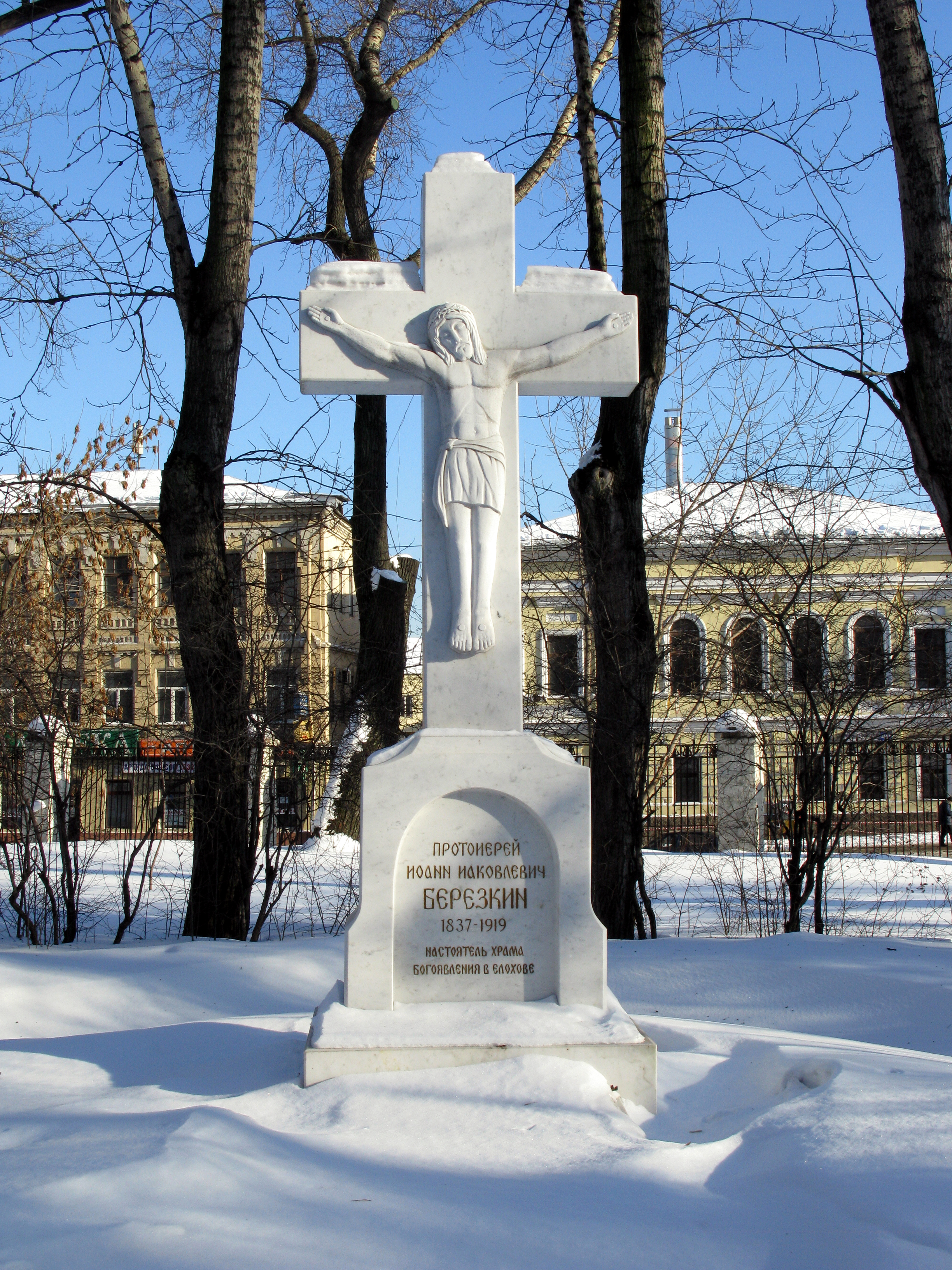
Памятник протоиерею Иоанну Берёзкину на бывшем кладбище

## Духовенство
- Архимандрит Дионисий (Шишигин)
- Протоиерей Иоанн Миролюбов
- Иерей Андрей Фастов[3]